# Michel Kilo

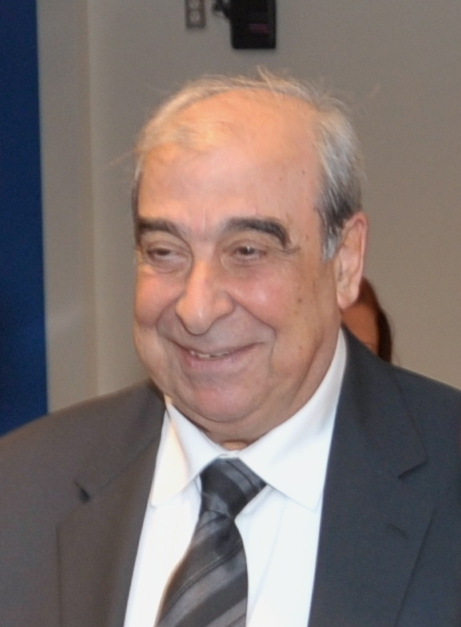
Michel Kilo

Michel Kilo (arabisch ميشيل كيلو, DMG Mīšīl Kīlū; * 1940 in Latakia; † 19. April 2021 in Paris) war ein syrischer Oppositioneller, Regimekritiker und Journalist. Er schrieb für die libanesische Zeitung an-Nahar und war Autor von mehreren Artikeln und Manifesten zu Staatsmacht und Gesellschaftsentwicklung.

## Leben
Michel Kilo wurde in der nordsyrischen Küstenstadt Latakia in eine christliche Familie geboren. Später studierte er Publizistik, Geschichte und Volkswirtschaft an den Universitäten von Münster und München. Er wurde erstmals 1979 für zwei Jahre ohne Gerichtsverfahren inhaftiert.
1999 gründete er gemeinsam mit Mechaal Tamo und Mohammad Abdallah Gesellschaftskomitees. Im Zuge des mit Riad al-Turk organisierten ersten national-demokratischen Runden Tisches in Syrien, zu dem Oppositionelle, Vertreter der Wirtschaft und die Intelligenz eingeladen wurde, machte er das ehemalige Staatsoberhaupt Hafiz al-Assad für die Wurzel allen Übels in Syrien verantwortlich. Er warf ihm die Unterdrückung allen demokratischen Gedankengutes und die insgeheime Kollaboration mit den USA vor.
2005 leitete er die Damaszener Erklärung ein, deren erster Unterzeichner Riad Seïf war. Ziel war die Demokratisierung Syriens. Im Jahre 2006 wurde Kilo deshalb inhaftiert. 2009 wurde er aus der Haft entlassen.
Als sich die politische Lage im Land immer weiter zuspitzte, verließ Kilo Syrien im Sommer 2011 endgültig, um sich in Paris niederzulassen. 2012 zeigte sich Kilo in einem Interview enttäuscht, dass einige Linke im Westen die syrische Revolution als eine islamistische Verschwörung bezeichneten und den Wunsch des syrischen Volkes nach Freiheit nicht berücksichtigten. Auch kritisierte er die Uneinigkeit, die in den Reihen der syrischen Opposition herrsche. Am 15. April 2013 gründete er in Kairo das syrische Demokratische Forum mit Personen aus der Zivilgesellschaft, wie Abdulbari Othman, Samir Aita, Areth Delila und Fayez Sara.
Kilo war verheiratet und Vater von drei Kindern. Er lebte bis zuletzt mit seiner Familie in Paris im Exil. Im April 2021 starb er an Komplikationen durch COVID-19.